# Trybunał inkwizycji na Majorce
Trybunał inkwizycji na Majorce – trybunał inkwizycji hiszpańskiej z siedzibą Palmie na Majorce, działający w latach 1488–1820 (z przerwą 1813–1814).

## Historia
Inkwizycja na Majorce pojawiła się po raz pierwszy na długo przed utworzeniem w 1480 hiszpańskiej inkwizycji. Początkowo trybunał papieskiej inkwizycji dla królestwa Majorki miał siedzibę w Perpignan w Pirenejach, ale w 1413 utworzono osobny trybunał dla Wysp Balearskich z siedzibą na Majorce. Już w 1407 na Majorce spalony został żydowski konwertyta Juan de Galiana. W 1435 czterech żydów zostało oskarżonych o mord rytualny. Proces prowadził inkwizytor Majorki Antonio Murta, który orzekł karę śmierci wobec całej czwórki, a przy okazji dokonano przymusowych chrztów wszystkich pozostałych jeszcze na wyspie żydów. W latach 1478–1487 inkwizytorzy Majorki pojednali z Kościołem siedemnaście osób
W 1480 w Kastylii król Ferdynand i królowa Izabela, na podstawie upoważnienia papieża Sykstusa IV utworzyli nowy, podporządkowany im trybunał inkwizycyjny w celu badania prawowierności hiszpańskich konwertytów z judaizmu. Pierwsze trybunały utworzono w Sewilli i Kordobie, jednak stopniowo działalność inkwizycji rozszerzano także na inne regiony Hiszpanii. W 1483 inkwizytor generalny Kastylii Tomas de Torquemada został mianowany inkwizytorem generalnym także krajów korony aragońskiej. Rok później król Ferdynand zażądał ustanowienia trybunałów nowej inkwizycji w Katalonii, Aragonii i Walencji i w tym celu zwołał kortezy do Tarazony. Na Majorce jednak papieska inkwizycja utrzymała się nieco dłużej, bo aż do 1488.
W 1488 Torquemada zdołał doprowadzić do odwołania papieskiego inkwizytora Majorki i mianował na jego miejsce swoich nominatów Sancho Marina i Pedro Pereza de Munebregę. W latach 1488–1492 inkwizytorzy kilkakrotnie ogłaszali edykty łaski, w wyniku których pojednanych z Kościołem zostało 560 osób. Wielu jednak z tych, którzy się zgłosili dobrowolnie, nie uniknęło później procesu i kary. Skoro okazywanie skruchy okazywało się dla marranów z Majorki mało skuteczną formą obrony, wielu zaczęło ratować się ucieczką z wyspy. Skutkowało to bardzo dużą liczbą zaocznych wyroków śmierci – zbiegów traktowano bowiem automatycznie jako winnych. Do 1536 spalono na stosie co najmniej 81 osób, a co najmniej 469 skazano zaocznie lub pośmiertnie. Mniej więcej od 1514 liczba wyroków i konfiskat jednak spadała, co skończyło się faktycznym bankructwem trybunału w 1534. Przez następne kilkadziesiąt lat inkwizycja na Majorce nie przejawiała większej aktywności. Funkcje inkwizytorskie pełnił w tym czasie jeden z kanoników kapituły katedralnej, dysponujący bardzo niewielkim personelem pomocniczym. W podupadłym trybunale kwitła korupcja, co jednak na dłuższą metę nie uszło uwadze centralnych władz inkwizycji. W latach 1566 i 1569 mianowano na inkwizytorów duchownych spoza wyspy i wydano zarządzenia dotyczące ścisłego przestrzegania wewnętrznych reguł inkwizycji, co miało ukrócić korupcję. Od około 1575 zaczęto na dużą skalę werbować zauszników (familiares) do służby na rzecz inkwizycji. Aktywność trybunału nadal pozostawała niska, aczkolwiek coraz lepiej udokumentowana z uwagi na przesyłane do Supremy w Madrycie od 1579 raporty o sprawach tzw. relaciones de causas. Głównym celem inkwizycji na Majorce aż do 1675 pozostawały drobne występki przeciwko wierze i moralności, jak np. bigamia czy nieortodoksyjne opinie wygłaszane przez zwykłych ludzi. Podobnie jak w innych regionach Hiszpanii, inkwizycja nader często popadała w rozmaite spory z innymi lokalnymi władzami.
Potomkowie żydowskich konwertytów (zwani chuetas) pozostali na wyspie, gdzie stanowili zamożną warstwę kupiecką. Po ok. 1535 przez długi czas praktycznie nie byli niepokojeni przez inkwizycję. Zmieniło się to w latach 70. XVII wieku. W 1672/73 do inkwizycji zaczęły docierać informacje o żydowskich zwyczajach i ceremoniach praktykowanych jakoby przez społeczność chuetas, po czym nastąpiły pierwsze aresztowania. W pierwszym auto-da-fe w 1675 spalono jednego mężczyznę, a sześć innych osób skazano na śmierć zaocznie. Cztery lata później w kolejnych czterech autos-da-fe aż 212 chuetas zostało zmuszonych do abiuracji. Los tej społeczności przypieczętowała nieudana ucieczka części jej przedstawicieli z wyspy na pokładzie angielskiego statku w 1688. Jeden z niedoszłych uciekinierów załamał się w śledztwie i obciążył niemal wszystkich chuetas mieszkających na wyspie. Aresztowania i procesy trwały przez kolejne trzy lata. Wiosną 1691 odbyły się cztery ceremonie autos-da-fe, w których skazano 86 chuetas, z czego 37 zostało straconych, a 8 spalono in effigie z uwagi na ich ucieczką lub śmierć przed końcem procesu. Trybunał majorkański odnotował wówczas rekordowe przychody z konfiskat majątkówK. Kolejnych 11 chuetas skazano pośmiertnie na stos jeszcze w 1695.
Procesy chuetas z lat 1688-1695 były ostatnim tak znaczącym przejawem aktywności trybunału majorkańskiego. W wyniku wojny o sukcesję hiszpańską w 1713 podległa mu wyspa Minorka przeszła pod władzę Wielkiej Brytanii. Przez kolejne sto lat do procesów dochodziło sporadycznie i nie odbyły się już żadne egzekucje. Jedynie w 1720 jednego judaizanta potępiono zaocznie i spalono in effigie, a trzech innych skazano na wygnanie.
Trybunał na Majorce został zniesiony po raz pierwszy w 1813, ale przywrócono go w następnym roku. Definitywnie zniesiony został w 1820.

## Archiwum i statystyki wyroków
Archiwum trybunału inkwizycyjnego na Majorce zostało w większości zniszczone podczas liberalnej rewolty, która doprowadziła do zniesienia inkwizycji w 1820. W Archivo del Reino de Mallorca (Archiwum Królestwa Majorki) znajduje się dokumentacja dotycząca skonfiskowanego po 1820 majątku tego trybunału, ale zbiór ten nie zawiera dokumentacji procesowej. Z konieczności historia tego trybunału musi być badane w oparciu o dokumentację znajdującą się w archiwum Rady Najwyższej i Generalnej Inkwizycji, której lokalne trybunały przesyłały sprawozdania z działalności, w tym tzw. relaciones de causas, czyli sprawozdania ze spraw zakończonych wyrokami. W przypadku Majorki relaciones de causas zachowane są jedynie dla okresu 1579-1698, ale oprócz tego zachowały się też listy osób “pojednanych z Kościołem” oraz “przekazanych ramieniu świeckiemu” od roku 1478 do 1691.
Relaciones de causas z lat 1579-1698 dokumentują procesy 1260 osób, z czego 37 spalono na stosie, a 25 spalono in effigie. Z kolei Baruch Braunstein przedrukował znajdującą się w archiwum Supremy niekompletną listę osób skazanych z okresu 1478-1691, obejmującą:
- 560 osób pojednanych z Kościołem w okresach łaski w latach 1488-1492
- 646 osób pojednanych z Kościołem w wyniku procesów formalnych w latach 1478-1691 (w tym 17 osób skazanych jeszcze przez średniowieczną inkwizycję papieską przed rokiem 1488)
- 608 osób przekazanych ramieniu świeckiemu,tj. skazanych na śmierć, z czego faktycznych egzekucji (in persona) odbyło 123, a symbolicznych (in effigie) aż 486[8])

### Kategorie spraw trybunału na Majorce w latach 1579-1698 (według zachowanychrelaciones de causas)
| Kategoria występków (według kwalifikacji inkwizycji) | Liczba oskarżonych |
| ---------------------------------------------------- | ------------------ |
| Kryptojudaizm                                        | 205                |
| Moryskowie                                           | 393                |
| Protestantyzm                                        | 43                 |
| Alumbrados                                           | 10                 |
| Heretyckie opinie (proposiciones)                    | 304                |
| Bigamia                                              | 43                 |
| Solicytacje                                          | 69                 |
| Opozycja wobec inkwizycji                            | 47                 |
| Magia                                                | 180                |
| Pozostałe                                            | 36                 |
| Suma                                                 | 1260               |
| Egzekucje in persona                                 | 37                 |
| Egzekucje in effigie                                 | 25                 |